# Parafia bł. Karoliny Kózkówny w Biskupcu
Parafia bł. Karoliny Kózkówny wchodzi w skład dekanatu biskupieckiego. Przed rokiem 1525 Biskupiec był siedzibą jednego z archiprezbiteratów warmińskich. 

## Historia parafii
Dawny kościół ewangelicki wzniesiony w latach 1842–1846 według projektu Friedricha Augusta Stülera, wieża 1868–1872. Kościół wybudowano w formie neoromańskiej bazyliki emporowej. Odrestaurowany w latach 70. XX wiek, do 1991 użytkowany przez Wojewódzki Ośrodek Postępu Rolniczego w Bęsi. Obecnie użytkowany jest przez parafię katolicką.
Proboszczem parafii jest ksiądz kapelan honorowy Krzysztof Brodzik.